# Жељезноводск
Жељезноводск (рус. Железноводск) град је у Русији у Ставропољском крају.

## Географија
Површина града износи 93,13 km².

## Становништво
| 1939. | 1959.  | 1970.  | 1979.  | 1989.  | 2002.  | 2010.  |
| ----- | ------ | ------ | ------ | ------ | ------ | ------ |
| 7.400 | 11.927 | 18.795 | 23.537 | 28.460 | 25.135 | 24.433 |